# Bes (jednotka)
Bes je starověká jednotka hmotnosti užívaná v antickém Římě, v pozdější Itálii bylo slovo bes označením pro jeden kilogram. Kdysi bylo také navrhováno, aby se tak nazývala dnešní jednotka kilogram i v soustavě SI. Tento návrh ale nebyl přijat – nicméně návrh měl racionální opodstatnění, neboť kilogram je tisícinásobek gramu, což je v soustavě SI výjimka.

## velikost
- jeden bes = 218,3 gramu = 2/3 pondus